# Generaloberst
Der Generaloberst war in der Preußischen Armee, in der Reichswehr, in der Wehrmacht und in der k. u. k. Armee der zweithöchste militärische Dienstgrad. Darüber rangiert der Feldmarschall. Der Generaloberst entspräche dem heutigen General in der Bundeswehr oder vielen NATO-Streitkräften (Rangcode OF-9). Der Dienstgrad Generaloberst existiert auch in den nach sowjetischem Vorbild organisierten Streitkräften. Dort ist er mit dem Generalleutnant der Bundeswehr vergleichbar (Rangcode OF-8).

## Entstehung
Im Heerwesen des 16. und 17. Jahrhunderts, in dem das freie Söldnertum dominierte, hatte der fürstliche Dienstherr aufgrund seiner Stellung als politisch entscheidende Instanz (Kriegsherr) auch die Stellung des militärischen Oberbefehlshabers der in seinem Namen stehenden Truppen als „oberster General“ inne.
Generaloberst war die Bezeichnung des höchsten regulär erreichbaren Generalsranges, zuerst in Preußen. Er wurde dort im März 1854 eigens geschaffen, um dem Prinzen von Preußen (der spätere König und Deutsche Kaiser Wilhelm I.) zum Generaloberst der Infanterie (mit dem Range eines Generalfeldmarschalls) ernennen zu können.; damals wurden Mitglieder des preußischen Königshauses aus Tradition nicht zum Generalfeldmarschall ernannt. Zunächst waren alle Generalobersten im Rang den Generalfeldmarschällen gleichgestellt (auf den Epauletten trugen sie die gekreuzten Marschallstäbe und drei Sterne). Erst unter Kaiser Wilhelm II. wurde die Differenzierung in Generaloberst mit dem Rang als Generalfeldmarschall (4 Sterne) und Generaloberst (3 Sterne) eingeführt.
In der Reichswehr der Weimarer Republik reichte die Hierarchie anfangs nur bis zum General, seit 1926 wurde jedoch der jeweilige Chef der Heeresleitung zum Generaloberst ernannt; bei der Reichsmarine existierte kein vergleichbarer Dienstgrad. Unter dem Dritten Reich wurde der Dienstgrad Generaloberst anfangs noch sparsam vergeben, seit 1940, nach Kriegsausbruch, jedoch vergleichsweise häufig. Dem Generaloberst in Heer und Luftwaffe der deutschen Wehrmacht entsprach in der Kriegsmarine der Rang Generaladmiral.
In den meisten heutigen Armeen entspricht der einstige Generaloberst dem Dienstgrad General (OF-9), in Russland und einigen anderen ehemaligen Ostblockstaaten allerdings dem Armeegeneral (OF-9), wo die Reihenfolge anders als dem alten deutschen System lautet: Generalmajor – Generalleutnant – Generaloberst (russ. general polkovnik) – Armeegeneral.
Die deutsche Bundeswehr kennt nach der Anpassung der Generalität an NATO-Standards die Dienstgradfolge Brigadegeneral – Generalmajor – Generalleutnant – General; auf den Generaloberst wurde verzichtet.

## Deutschland
Die in den nachstehenden Landeslisten bezeichneten Personen waren gemäß kaiserlich- / königlicher Order autorisiert und berechtigt, die Rangbezeichnung General … mit dem Rang als Generalfeldmarschall zu führen.

### Bayerische Armee
- 27. Dezember 1911 – Carl von Horn (1847–1923), Kriegsminister
- 04. Februar 1913 – Rupprecht von Bayern (1869–1955), Kronprinz, Heerführer im Ersten Weltkrieg (1. August 1916 GenFm)
- 01. August 1914 – Otto Kreß von Kressenstein (1850–1929), Kriegsminister
- 09. April 1918 – Felix von Bothmer (1852–1937), Heerführer im Ersten Weltkrieg

### Preußische Armee

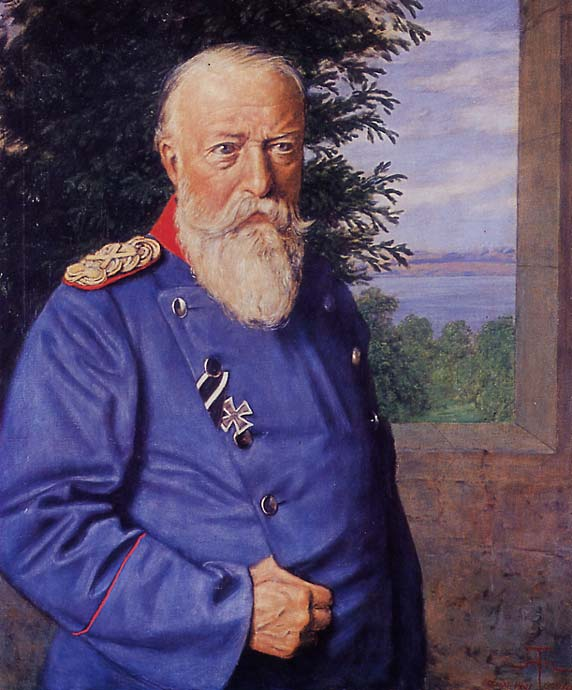
Großherzog Friedrich I. von Baden als preuß. Generaloberst im Rang des Generalfeldmarschall

#### Generaloberst mit dem Rang als Generalfeldmarschall
- 20. März 1854 – Wilhelm von Preußen (1797–1888)
- 16. Juni 1871 – Albrecht von Preußen (1809–1872)
- 25. Juni 1888 – Friedrich von Baden (1826–1907), Armeeinspizient
- 19. September 1888 – Alexander von Pape (1813–1895), Oberkommandierender in den Marken und Gouverneur von Berlin
- 20. März 1890 – Otto von Bismarck (1815–1898), à la suite der Armee, ehem. Reichskanzler und preußischer Ministerpräsident
- 15. September 1905 – Bernhard von Sachsen-Meiningen (1851–1928), Armeeinspizient
- 15. September 1905 – Friedrich von Baden (1857–1928), Armeeinspizient
- 18. September 1908 – Hans von Plessen (1841–1929), Generaladjutant des Kaisers und Kommandant des Großen Hauptquartiers
- 28. September 1907 – Ernst von Sachsen-Altenburg (1826–1908)[3]
- 04. September 1909 – Heinrich von Preußen (1862–1929), Großadmiral, General-Inspekteur der Marine, à la suite der Preußischen Armee
- 02. September 1873 – August von Württemberg (1813–1885), Oberkommandierender in den Marken und Gouverneur von Berlin

#### Generaloberst
- 21. Dezember 1889 – Carl Alexander von Sachsen (1818–1901)
- 18. Oktober 1901 – Leopold von Hohenzollern (1835–1905)
- 22. März 1902 – Adolph von Luxemburg (1817–1905)
- 13. September 1906 – Ernst von der Planitz (1836–1910), Generalinspekteur der Generalinspektion der Kavallerie
- 10. September 1910 – Friedrich Leopold von Preußen (1865–1931), à la suite
- 22. Januar 1911 – Christian von Schleswig-Holstein (1831–1917), à la suite
- 27. Januar 1911 – Gustav von Kessel (1846–1918), Generaladjutant des Kaisers, Oberkommandierender in den Marken und Gouverneur von Berlin
- 16. Juni 1913 – Maximilian von Prittwitz und Gaffron (1848–1917), Armeeführer
- 16. Juni 1913 – Friedrich von Scholl (1846–1928), Generaladjutant des Kaisers
- 27. Januar 1914 – Josias von Heeringen (1850–1926), Armeeführer
- 27. Januar 1914 – Helmuth von Moltke (d. Jüngere) (1848–1916), Chef der 1. OHL
- 27. Januar 1914 – Alexander von Kluck (1846–1934), Armeeführer
- 24. Dezember 1914 – Moritz von Bissing (1844–1917), Generalgouverneur für Belgien
- 24. Dezember 1914 – Ludwig von Falkenhausen (1844–1936), Armeeführer
- 27. Januar 1915 – Karl von Einem (1853–1934), Armeeführer
- 20. Februar 1916 – Alexander von Linsingen (1850–1935), Armeeführer
- 27. Januar 1917 – Günther von Kirchbach (1850–1925), Heeresgruppenführer
- 27. Januar 1917 – Richard von Schubert (1850–1933), Armeeführer
- 27. Januar 1918 – Hans von Beseler (1850–1921), Armeeführer
- 22. März 1918 – Max von Boehn (1850–1921), Armeeführer
- 10. April 1918 – Moriz von Lyncker (1853–1932), Chef des Militärkabinetts

### Sächsische Armee
- 21. Dezember 1889 – Carl Alexander Großherzog von Sachsen (1818–1901)
- 15. September 1905 – Bernhard Erbprinz von Sachsen-Meiningen (1851–1928)
- 28. September 1907 – Ernst I. Herzog von Sachsen-Altenburg (1826–1908)
- 04. September 1909 – Heinrich Prinz von Preußen (1862–1929)
- 17. Dezember 1910 – Max Freiherr von Hausen (1846–1922), Ministerpräsident, Armeeführer
- 23. Januar 1918 – Karl Ludwig d’Elsa (1849–1922), Armeeführer
- 23. Januar 1918 – Hans von Kirchbach (1849–1928), Armeeführer

### Württembergische Armee
- 25. Februar 1913 – Philipp Herzog von Württemberg (1838–1917), à la suite der Württembergischen Armee
- 24. September 1913 – Albrecht Herzog von Württemberg (1865–1939), später auch preußischer Generalfeldmarschall
- 25. Februar 1918 – Otto von Marchtaler (1854–1920), Kriegsminister

### Reichswehr bis 1935
- 01. Januar 1926 – Hans von Seeckt (1866–1936), Chef der Heeresleitung
- 01. Januar 1930 – Wilhelm Heye (1869–1947), Chef der Heeresleitung
- 31. Januar 1934 – Kurt Freiherr von Hammerstein-Equord (1878–1943), Chef der Heeresleitung

### NS-Deutschland bis 1945

#### Heer
| Dienstgrad                 |                               |                             |
| niedriger: General der ... | Generaloberst(Generaladmiral) | höher: Generalfeldmarschall |

Vollständige Liste ohne die Generalobersten, die zum Generalfeldmarschall befördert wurden
1. 01. April 1936 – Werner von Fritsch (1880–1939)
2. 01. November 1938 – Ludwig Beck (1880–1944)
3. 01. Januar 1939 – Wilhelm Adam (1877–1949)
4. 01. Oktober 1939 – Johannes Blaskowitz (1883–1948)
5. 19. Juli 1940 – Friedrich Dollmann (1882–1944)
6. 19. Juli 1940 – Heinz Guderian (1888–1954)
7. 19. Juli 1940 – Franz Halder (1884–1972)
8. 19. Juli 1940 – Hermann Hoth (1885–1971)
9. 19. Juli 1940 – Adolf Strauß (1879–1973)
10. 19. Juli 1940 – Nikolaus von Falkenhorst (1885–1968)
11. 19. Juli 1940 – Friedrich Fromm (1888–1945)
12. 19. Juli 1940 – Curt Haase (1881–1943)
13. 19. Juli 1940 – Erich Hoepner (1886–1944)
14. 19. Juli 1940 – Eugen Ritter von Schobert (1883–1941)
15. 01. Januar 1942 – Georg-Hans Reinhardt (1887–1963)
16. 01. Januar 1942 – Rudolf Schmidt (1886–1957)
17. 01. April 1942 – Richard Ruoff (1883–1967)
18. 01. Juni 1942 – Eduard Dietl (1890–1944)
19. 03. Juli 1942 – Georg Lindemann (1884–1963)
20. 03. Dezember 1942 – Hans-Jürgen von Arnim (1889–1962)
21. 01. Januar 1943 – Gotthard Heinrici (1886–1971)
22. 01. Januar 1943 – Hans von Salmuth (1888–1962)
23. 30. Januar 1943 – Walter Heitz (1878–1944)
24. 06. Juli 1943 – Eberhard von Mackensen (1889–1969)
25. 01. September 1943 – Heinrich Gottfried von Vietinghoff-Scheel (1887–1952)
26. 01. September 1943 – Karl-Adolf Hollidt (1891–1985)
27. 01. Februar 1944 – Alfred Jodl (1890–1946)
28. 01. Februar 1944 – Erwin Jaenecke (1890–1960)
29. 01. Februar 1944 – Walter Weiß (1890–1967)
30. 01. Februar 1944 – Kurt Zeitzler (1895–1963)
31. 01. April 1944 – Josef Harpe (1887–1968)
32. 01. April 1944 – Hans-Valentin Hube (1890–1944)
33. 01. April 1944 – Lothar Rendulic (1887–1971)
34. 01. Juli 1944 – Johannes Frießner (1892–1971)
35. 15. August 1944 – Erhard Raus (1889–1956)
36. 01. Mai 1945 – Carl Hilpert (1888–1947)

#### Luftwaffe
1. 19. Juli 1940 – Alfred Keller (1882–1974)
2. 19. Juli 1940 – Hans-Jürgen Stumpff (1889–1968)
3. 19. Juli 1940 – Ernst Udet (1896–1941)
4. 19. Juli 1940 – Ulrich Grauert (1889–1941)
5. 19. Juli 1940 – Hubert Weise (1884–1950)
6. 03. Mai 1941 – Alexander Löhr (1885–1947)
7. 01. März 1942 – Hans Jeschonnek (1899–1943)
8. 01. November 1942 – Günther Rüdel (1883–1950)
9. 01. März 1943 – Bruno Loerzer (1891–1960)
10. 01. März 1944 – Otto Deßloch (1889–1977)
11. 13. Juli 1944 – Kurt Student (1890–1978)
12. 22. Juli 1944 (posthum) – Günther Korten (1898–1944)

#### Waffen-SS und Polizei

Kragenspiegel eines SS-Oberst-Gruppenführers

SS-Oberst-Gruppenführer und Generaloberst der Waffen-SS
- 20. April 1942 – Sepp Dietrich (1892–1966)
- 1. August 1944 – Paul Hausser (1880–1972)

SS-Oberst-Gruppenführer und Generaloberst der Polizei
- 20. April 1942 – Kurt Daluege (1897–1946)

### Nationale Volksarmee bis 1990
In der Nationalen Volksarmee und den anderen bewaffneten Organen der Deutschen Demokratischen Republik war der Generaloberst (GenOberst auch GO) der zweithöchste Generalsrang (auch: Dreisterne-General) in der höchsten Gruppe der Offiziersdienstgrade.
Die Ranginsignien, Schulterstück, Arabesken, Lampassen, Waffenfarben etc. wurden, nach Lesart der Staats- und Parteiführung, als Fortsetzung der militärischen Traditionen der Weimarer Republik weitgehend beibehalten.
Der dem Generaloberst entsprechende Dienstgrad der Volksmarine war Admiral.
Gemäß NATO-Rangcode war der Generaloberst mit OF-8 eingestuft und entsprach damit dem Generalleutnant der Bundeswehr.
| Dienstgrad                 |                        |                     |
| niedriger: Generalleutnant | Generaloberst(Admiral) | höher: Armeegeneral |

Waffenfarben
- LaSK = Hochrot (auch MfS und ZV)
- LSK/LV = Himmelblau
- Grenztruppen = Grün

Folgende Generale der NVA erreichten den Rang eines Generalobersten als ihren höchsten Dienstgrad
- Klaus-Dieter Baumgarten (1931–2008), befördert am 7. Oktober 1988
- Horst Brünner (1929–2008), befördert am 1. März 1987
- Werner Fleißner (1922–1985), befördert am 7. Oktober 1977
- Joachim Goldbach (1929–2008), befördert am 1. März 1986
- Erich Peter (1919–1987), befördert am 14. Juli 1979
- Fritz Peter (* 1927), befördert am 7. Oktober 1989
- Wolfgang Reinhold (1923–2012), befördert am 7. Oktober 1979
- Herbert Scheibe (1914–1991), befördert am 1. März 1972
- Horst Stechbarth (1925–2016), befördert am 1. März 1976
- Fritz Streletz (1926–2025), befördert am 7. Oktober 1979
- Kurt Wagner (1904–1989), befördert am 1. März 1966

## Andere Länder

### Frankreich
In Frankreich gibt und gab es den Rang Generaloberst nicht. Der Colonel général war kein Dienstgrad, sondern eine Dienststellung.

### Österreich-Ungarn
Am 13. September 1915 wurde auch in der k.u.k Armee der Dienstgrad des Generaloberst eingeführt, der damit der zweithöchste Rang in der k.u.k. Generalität war.

Kragenspiegel eines Generalobersten der k.u.k. Armee

1. Erzherzog Joseph Ferdinand von Österreich-Toskana (1872–1942)
2. Friedrich Graf von Beck-Rzikowsky (1830–1920)
3. Eduard Graf Paar (1837–1919)
4. Arthur Freiherr von Bolfras (1838–1922)
5. Friedrich Freiherr von Georgi (1852–1926)
6. Karl Freiherr von Pflanzer-Baltin (1855–1925)
7. Viktor Graf Dankl von Krasnik (1854–1941)
8. Karl Tersztyánszky von Nádas (1854–1921)
9. Adolf Freiherr von Rhemen zu Barensfeld (1855–1932)
10. Paul Freiherr Puhallo von Brlog (1856–1926)
11. Erzherzog Leopold Salvator von Österreich-Toskana (1863–1931)
12. Karl Graf von Kirchbach auf Lauterbach (1856–1939)
13. Karl Georg Graf Huyn (1857–1938)
14. Hermann Kusmanek von Burgneustädten (1860–1934)
15. Karl Křitek (1861–1928)
16. Wenzel Freiherr von Wurm (1859–1921)
17. Samuel Freiherr von Hazai (1851–1942)
18. Leopold Freiherr von Hauer (1854–1933)
19. Viktor Graf von Scheuchenstuel (1857–1938)
20. Stephan Freiherr Sarkotić von Lovčen (1858–1939)
21. Josef Freiherr Roth von Limanowa-Łapanów (1859–1927)
22. Arthur Freiherr Arz von Straußenburg (1857–1935)
23. Hugo Martiny von Malastów (1860–1940)
24. Rudolf Freiherr Stöger-Steiner von Steinstätten (1861–1921)
25. Alois Fürst Schönburg-Hartenstein (1858–1944)

Wie im Bundesheer der Ersten Republik (Österreich) gibt es auch in der Zweiten Republik (Österreich) den Dienstgrad Generaloberst nicht.

### Sowjetunion

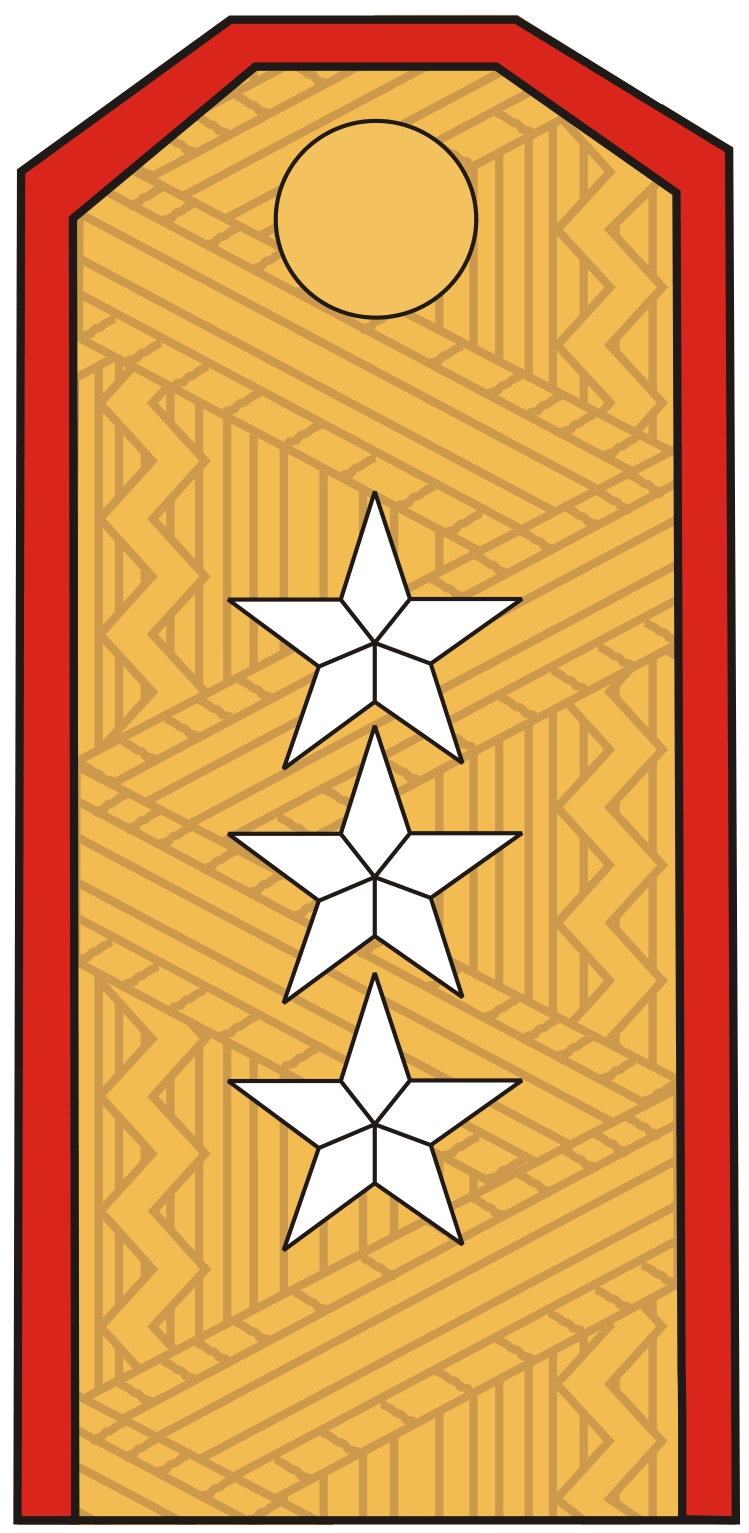
Schulterstück der Felduniform eines sowjetischen Generalobersten des Heeres (Infanterie, motorisierte Schützen) 1943–1955

In der Roten Armee der Sowjetunion wurden am 7. Mai 1940 die Generalsränge wieder eingeführt. Generaloberst war der dritthöchste Dienstgrad in der Gruppe der Generale. Die Reihenfolge sowjetischer Generalsränge war dabei seit 1940 bzw. 1943:
- Generalmajor, davor Brigadekommandeur
- Generalleutnant, Divisionskommandeur (Kom Div)
- Generaloberst, davor Korpskommandeur
- Armeegeneral, davor Armeekommandeur 2. Ranges
- Hauptmarschall (ab 1943), davor Armeekommandeur 1. Ranges

### Russische Föderation
Die Streitkräfte der Russischen Föderation haben den Generalsrang des Dreisternegenerals im Jahre 1991 aus den Streitkräften der Sowjetunion mit der Bezeichnung Generaloberst (russisch генера́л-полко́вник / general-polkownik) übernommen.
Der russische Generaloberst entspricht dem NATO-Rangcode OF-8.